# Death of a Ladies' Man
Death of Ladies' Man es el quinto álbum de Leonard Cohen, lanzado en 1977. El principal realizador fue Phil Spector, en sus estudios de Los Ángeles, California. Es la única colaboración entre Cohen y Spector hasta la fecha. La sonoridad del disco se aleja del minimalismo al que acostumbraba Cohen, lo que sorprendió a sus seguidores.

## Historia
Entre Cohen y Spector escribieron 15 canciones durante dos semanas, pero en el momento de la grabación, Spector prohibió el paso a Cohen al estudio de grabación, e incluso contrató a un hombre armado para vigilarlo. Faltaban por grabar algunas pistas de voz, pero el disco apareció al final sin que se registrasen. Cohen calificó el álbum de desastre e incluso se negó a intentar defender los temas en directo.
En el disco se pueden escuchar las voces de Bob Dylan y del poeta Allen Ginsberg haciendo coros en la canción "Don't Go Home With Your Hard-on".
Algunas de las letras de las canciones aparecieron en el libro de poemas de Leonard Cohen Memorias de un mujeriego.

## Lista de canciones
Todas las canciones del álbum son de Leonard Cohen y Phil Spector:
1. "True Love Leaves No Traces" – 4:26
2. "Iodine" – 5:03
3. "Paper Thin Hotel" – 5:42
4. "Memories" – 5:59
5. "I Left a Woman Waiting" – 3:28
6. "Don't Go Home with Your Hard-On" – 5:36
7. "Fingerprints" – 2:58
8. "Death of a Ladies Man" – 9:19